# Roupala brachybotrys
Roupala brachybotrys är en tvåhjärtbladig växtart. Roupala brachybotrys ingår i släktet Roupala och familjen Proteaceae.

## Underarter
Arten delas in i följande underarter:
- R. b. brachybotrys
- R. b. cartilaginea
- R. b. grossidentata